# 黑太陽731
《黑太陽731》（英語：Men Behind the Sun）是一部由牟敦芾导演，于1988年上映的香港历史题材电影。影片刻劃第二次世界大戰時期，日本關東軍731部队進行人體實驗的香港電影。本電影為香港改行三級制度後，首部被評級為三級的香港電影。
故事劇情描述日本關東軍731部队在黑龙江省哈尔滨市生產細菌，部署細菌戰的過程與對中國人所作的暴行。影片在黑龍江省哈爾濱市取景，運用紀錄片手法呈現日本軍人進行人體實驗的各種血腥殘酷手段。因特效畫面逼真，影片在各地上映时引发讨论。

## 故事劇情
《黑太阳731》主要通过少年兵的视角，描写了关东军731部队在中国抗日战争和太平洋战争期间进行人体实验的史实。
影片以“友好歸友好，歷史歸歷史。”字幕开场。1945年2月，一群日本少年被征召进入青年团，随后被分配到关东军，并被带往由石井四郎领导的731部队所属的一处设施。很快，他们便接触到该设施内正在进行的实验，这些实验令他们感到厌恶。实验的目的是寻找一种高传染性的鼠疫菌株，以作为对抗中国民众的最后手段武器。与此同时，年轻士兵们与一名当地的中国哑童成为朋友，经常一起玩抛接球游戏。
某天，指挥官要求少年兵把中国男孩带进设施。天真的少年兵们服从了命令，认为中国男孩不会受到真正的伤害。然而，日军高级医务人员却对男孩进行了活体解剖，并将其器官留作研究。当年轻士兵们意识到发生了什么时，他们发动了一场小规模反抗，围殴并痛打了他们的指挥官。石井四郎研制出一种陶瓷炸弹的原型，这种炸弹在发射时不会杀死内部的传染性跳蚤。为了测试其效果，他下令将几名中国囚犯绑在十字架上。然而，由于日本空军正在撤退，实验搞砸了。中国囚犯挣脱十字架试图逃跑；但日军对他们展开追捕，几乎所有人——包括几名日本人在内——都被车辆碾过或枪杀。
731 部队得知了广岛和长崎的原子弹爆炸以及苏联宣战的消息。石井四郎起初命令下属及其家属自杀，但经劝说后改为疏散他们，仅在被俘时才自杀。随后731 部队销毁了研究证据，用毒气将幸存的试验对象处死并炸毁研究设施。当晚，日军及其家属在火车站等待返回日本。一名伪装成日本士兵的731部队幸存者袭击了其中一人，却被一面日本国旗刺穿。少年们惊恐地抓着那面沾满鲜血的旗帜，离开了车站。
结尾部分显示，石井四郎自己的研究成果交给美军，并同意为美军效力。多年后，他被调往朝鲜，之后不久生物武器便也出现在朝鲜战场上。据悉，参与731部队的少年们战后生活艰难，他们的教育背景也蒙受耻辱。
影片以字幕“僅以本片獻給千千萬萬被實驗的苦難人民”结束。

## 制作
导演牟敦芾在筹备时曾于1983年向中华人民共和国文化部申请在哈尔滨拍摄许可遭拒，后因中共中央政治局委员表态全面支持该项目才得以拍摄。1988年，发行方银都机构邀请导演牟敦芾拍摄本片，以写实手法拍摄出日军细菌部队利用活人进行实验的历史事件。本片由广西电影制片厂与银都机构联合拍摄。所有日本角色均由中国演员出演，日语对白由日本声优后期配音。导演称影片的创作基于历史事实。影片摄影张会军表示在拍摄本片时，胶卷的印片光号被控制在100到110之间，比标准光号稍微高一点。他表示在表现日军战后从火车站撤退的一场戏时，为了保证画面整体密度，采取了夜景外景显影过度的方法来改善画面质量。本片原本在香港以三级片（未满18岁不准观看）版本公映，是为香港第一部三级片。后来又为了可以让更多年轻人观看而剪辑了一个二级片版本，也成为香港市场的首例“双级”电影。

## 评价
该片因使用真实尸体、频繁出现虐待动物镜头等手法，被影评人批评为破坏了对日军暴行的历史教育意义，沦为剥削电影式的感官刺激。日本评论界则认为该片属反日宣传。美国恐怖片评论家承认影片确实令人恐惧，但指出其剧本与叙事结构存在缺陷，并认同香港影评界关于教育价值缺失的批评。因此该片即使制作了国际版英语配音，也从未在美国正式上映。
当代影评中，《综艺》杂志评论人Lor.指出该片是“以低级剥削片手法处理严肃主题——日本战争暴行”，认为“爆炸性题材本具戏剧张力，原可像市川昆的《野火》等经典作品般高雅呈现”，但“却采用令人作呕的煽情手法：活体解剖像肉铺展示、‘减压实验’让受害者肠子爆裂、满屋老鼠血腥撕咬猫的骇人写实场景”。

## 上映
该片于1988年12月1日在香港上映，彼时香港地区推行电影分级制度还不满一个月，因此本片成为了首部被划为三级片的香港电影。1989年5月起，中国大陆对部分影片实行分级制度，本片因存在暴力、凶杀等恐怖情节和镜头而被列为第一批“少儿不宜”影片之一。
影片上映时，香港民众对日军在哈尔滨进行人体实验的历史毫无认知，普遍感到震惊。上映22天内，影片在香港获得了1100多万港币的票房。由于画面内容直白，该片在国际发行时遭遇审查困境：澳大利亚最初实施禁映，直到1989年4月13日才正式上映；英国上映版本被强制删减数分钟；日本民众抗议激烈，导演牟敦芾甚至收到死亡威胁。该片曾于1989年在柏林电影节全景单元展映，自此也向德国观众开放。2012年，影片以《黑太阳731——历史典藏版》（Men behind the Sun – The historical Edition）之名首次在德国发行德语配音版，但此版本被删减了9分钟，并获得德国电影分级FSK 18认证。然而奥地利地区发行了本片的未删减版本。
2025年7月下旬，香港影藝院線宣布在7月31日举行本片的限场重映。由于电影票迅速售罄且大受欢迎，院线方决定在同年8月2日加映一场，另外在8月10日下午3時40分再加映一場加幕後團隊分享。因為八十年代黑太隊731是三級片，當年好多八十後還是小孩子、不能入場、現在已經長大成人，符合入場資格，加上今年2025年是中國抗戰勝利八十周年。銀都機構决定加開8月17日星期日下午3時40分、最後一場公映版。給新一代觀眾一個認識中國抗日歷史的機會，同樣有當年製作團隊分別有統籌林炳坤先生及導演特別助理和今次統籌活動的工作人員映後分享。

## 爭議和影响
《黑太阳731》中包含大量骇人情节，其中多数取材自森村诚一的纪实文学《恶魔的饱食》。影片因使用导演牟敦芾声称得“真实男童尸检录像”片段，以及出现“活猫被扔进房间遭数百只狂躁老鼠啃食”的场景引发争议。
上映時，影片中一位同髮型身高五官等神似啞巴少年演員的真屍遭到解剖的過程；將一群老鼠潑淋汽油後，隨即點火燒死，都引來極大爭議。然而，部份觀眾則認為，老鼠把活貓吃掉，象徵日本侵華的殘酷，比喻中國人尤如那頭活貓般掉進鼠群中一樣。因此，本電影的製作的合法性受到質疑。导演牟敦芾回應那隻貓是被染了色的蜜糖包著，然後先再扔進老鼠坑，老鼠只是把貓身上蜂蜜的舔走。如果觀眾仔細觀察電影中的場景，就會看到老鼠從未咬到那隻貓，血液和染了色的蜂蜜根本是呈現一樣的效果，而且貓從來沒有被看到有任何真實的肉體上的傷口和貓從來沒有完全停止移動。
1998年5月，日本东映耗资15亿推出为甲级战犯东条英机翻案的电影《自尊——命运的瞬间》，在朝鲜、美国、泰国以及马来西亚等国严厉谴责的情况下，日本政府官方以“是文学艺术家的事，政府不便干预”为由在日本全国150家影院同时公映。与此同时，包括本片在内反应日本侵华内容的电影则被日本政府禁止放映，拷贝、录影带以及光碟等被收缴，引发日本国内外震动。
本片也因情节刺激，而被不同的研究用于诱导触发被试对象的消极、负面情绪。

## 脚注

### 引文
1. ↑  香港電影票房 1988 〔華語電影〕 （页面存档备份，存于），〈香港電影票房全紀錄〉
2. ↑  刘保富 (1990)，第199頁.
3. 1 2 3 4 5  門間貴志（日语：門間貴志）. . 社会評論社（日语：社会評論社）. 1995.
4. 1 2 3 4  魏君子 (2019)，第278頁.
5. ↑  刘思羽 (2015)，第162頁.
6. ↑  . HorrorView.com.   [2006-12-16]. （原始内容存档于2009-10-10）.
7. 1 2  Totaro (1999).
8. ↑  张会军 (2008)，第319頁.
9. ↑  张会军 (2019)，第137頁.
10. ↑  王玉 (2013)，第84頁.
11. 1 2  Hawker (2004).
12. ↑  Robert Firsching. . All Movies Guide.   [2006-12-16]. （原始内容存档于2017-02-13）.
13. ↑  Bracken, Mike. . Epinions.   [2006-12-16]. （原始内容存档于2007-11-02）.
14. ↑  . OhMyGore.com.   [2006-12-16]. （原始内容存档于2006-11-04）.
15. 1 2 3  . Film School Rejects. 2008-09-17  [2019-05-09]. （原始内容存档于2019-05-09） （美国英语）.
16. ↑  Lor. 1991.
17. 1 2  魏君子 (2019)，第277頁.
18. ↑  刘思羽 (2015)，第162-163頁.
19. ↑  . Refused-Classification.com.   [2006-12-16]. （原始内容存档于2007-02-25）.
20. ↑  康宁 (2023)，第137頁.
21. ↑  . 英國電影分級委員會. 1988-08-22  [2019-02-04]. （原始内容存档于2019-02-04）.
22. ↑  Hicks (2016).
23. ↑  .   [2025-07-30]. （原始内容存档于2024-11-30） （德语）.
24. ↑  .   [2025-07-30]. （原始内容存档于2025-04-24） （美国英语）.
25. ↑  Gerald Wurm. . 2011-12-13  [2025-07-30]. （原始内容存档于2025-04-24） （德语）.
26. 1 2  許育民. . 香港01. 2025-07-25  [2025-07-30] （中文（香港））.
27. ↑  . 中通社. 2025-08-01  [2025-08-02]. （原始内容存档于2025-08-02）.
28. ↑  .   [2011-02-23]. （原始内容存档于2011-03-14）.
29. ↑  李建军 (2001)，第244頁.
30. ↑  李建军 (2001)，第244-245頁.
31. ↑  万平 (2021)，第32頁.
32. ↑  李君轶 (2023)，第182-183頁.